# Günther
Mats Olle Göran Söderlund, ps. Günther (ur. 25 lipca 1967 w Malmö) – szwedzki piosenkarz i model. Jego twórczość jest zaliczana do muzyki popowej lub dance.
Najczęściej występuje z duetem The Sunshine Girls, choć jedną z piosenek nagrał z Samanthą Fox.
Muzyka Günthera to piosenki typowo dyskotekowe, do bardziej znanych należą – „Ding Dong Song” (pierwszy singel artysty), „Teeny Weeny String Bikini” oraz „Touch Me”.  Sceniczny wizerunek piosenkarza tworzą duże przyciemniane okulary, wąs i charakterystyczna fryzura (w Polsce określana jako czeski piłkarz).
W 2017 roku brał udział w Uuden Musiikin Kilpailu - fińskich preselekcjach do 62. Konkursu Piosenki Eurowizji. Wystąpił w nich z piosenką „Love Yourself”, współpracując z fińskim piosenkarzem D'Sanzem. Zajął 5. miejsce.

## Dyskografia

### Albumy
- Pleasureman (2004)

### Single
- 2004 – „Ding Dong Song” (razem z The Sunshine Girls)
- 2004 – „Teeny Weeny String Bikini” (razem z The Sunshine Girls)
- 2004 – „Touch Me” (feat. Samantha Fox)
- 2005 – „Tutti Frutti Summerlove” (razem z The Sunshine Girls)
- 2005 – „Christmas Song (Ding Dong)” (razem z The Sunshine Girls)
- 2006 – „Like Fire Tonight” (razem z The Sunshine Girls)
- 2007 – „Sun Trip (Summer Holiday)” (razem z The Sunshine Girls)
- 2010 – „Famous” (razem z The Sunshine Girls)
- 2011 – „Pussycat” (razem z The Sunshine Girls)
- 2013 – „I’m not Justin Bieber Bitch”
- 2016 – „No Pantalones”
- 2016 – „Love Yourself” (feat. D'Sanz)
- 2017 – „Dynamite” (feat. Blizz Bugaddi)
- 2022 – „Sex Myself”
- 2023 – „Coupe de Main”
- 2024 – „XXX” (razem z GPF)

### Gościnnie
- 2021 – „Just Do It” (DJ Oku Luukkainen and Teflon Brothers)